# Seznam zavarovanih območij v Bolgariji
To je seznam zavarovanih območij v Bolgariji, ki vključuje 3 narodne parke, 11 naravnih parkov in 55 naravnih rezervatov. Državno politiko vodenja in upravljanja zavarovanih območij izvaja Ministrstvo za okolje in vode. Prvi naravni park v Bolgariji in na Balkanskem polotoku je Naravni park Vitoša, ustanovljen leta 1934. Vsa nacionalno zaščitena območja v Bolgariji so tudi del omrežja Natura 2000 zaščitenih naravnih območij na ozemlju Evropske unije. Bolgarija ima nekaj največjih območij Natura 2000 v Evropski uniji, ki pokrivajo 33,8 % njenega ozemlja.
Parki in rezervati s poševnimi črkami so del Global 200 ekoregij.

## Narodni parki
| Ime                          | Slika | Površina   | Ustanovitev | Lega                                                                                                  |
| ---------------------------- | ----- | ---------- | ----------- | --- |
| Narodni park Osrednji Balkan |       | 716,69 km2 | 1991        | Seznam zavarovanih območij v Bolgariji se nahaja v Bolgarija · Seznam zavarovanih območij v Bolgariji |
| Pirinski narodni park        |       | 403.56 km2 | 1962        | Seznam zavarovanih območij v Bolgariji se nahaja v Bolgarija · Seznam zavarovanih območij v Bolgariji |
| Narodni park Rila            |       | 810.46 km2 | 1992        | Seznam zavarovanih območij v Bolgariji se nahaja v Bolgarija · Seznam zavarovanih območij v Bolgariji |

## Naravni parki
| Ime                             | Slika | Površina    | Ustanovitev | Lega                                                                                                  |
| ------------------------------- | ----- | ----------- | ----------- | --- |
| Naravni park Belasica           |       | 117,32 km2  | 2007        | Seznam zavarovanih območij v Bolgariji se nahaja v Bolgarija · Seznam zavarovanih območij v Bolgariji |
| Naravni park Bulgarka           |       | 217,72 km2  | 2002        | Seznam zavarovanih območij v Bolgariji se nahaja v Bolgarija · Seznam zavarovanih območij v Bolgariji |
| Naravni park Zlati peski        |       | 13,20 km2   | 1947        | Seznam zavarovanih območij v Bolgariji se nahaja v Bolgarija · Seznam zavarovanih območij v Bolgariji |
| Naravni park Persina            |       | 217,62 km2  | 2000        | Seznam zavarovanih območij v Bolgariji se nahaja v Bolgarija · Seznam zavarovanih območij v Bolgariji |
| Naravni park Rilskega samostana |       | 252,53 km2  | 2000        | Seznam zavarovanih območij v Bolgariji se nahaja v Bolgarija · Seznam zavarovanih območij v Bolgariji |
| Naravni park Rusenski Lom       |       | 32,60 km2   | 1970        | Seznam zavarovanih območij v Bolgariji se nahaja v Bolgarija · Seznam zavarovanih območij v Bolgariji |
| Naravni park Modri kamni        |       | 113,80 km2  | 1980        | Seznam zavarovanih območij v Bolgariji se nahaja v Bolgarija · Seznam zavarovanih območij v Bolgariji |
| Naravni park planota Šumen      |       | 39,3 km2    | 1980        | Seznam zavarovanih območij v Bolgariji se nahaja v Bolgarija · Seznam zavarovanih območij v Bolgariji |
| Naravni park Strandža           |       | 1161,00 km2 | 1995        | Seznam zavarovanih območij v Bolgariji se nahaja v Bolgarija · Seznam zavarovanih območij v Bolgariji |
| Naravni park Vitoša             |       | 270,79 km2  | 1934        | Seznam zavarovanih območij v Bolgariji se nahaja v Bolgarija · Seznam zavarovanih območij v Bolgariji |
| Naravni park Vračanski Balkan   |       | 288,44 km2  | 1989        | Seznam zavarovanih območij v Bolgariji se nahaja v Bolgarija · Seznam zavarovanih območij v Bolgariji |

## Naravni rezervati
| Ime                          | Slika | Površina   | Ustanovitev | Lega                                                                                                  |
| ---------------------------- | ----- | ---------- | ----------- | --- |
| Rezervat Ali Botuš           |       | 11,86 km2  | 1951        | Seznam zavarovanih območij v Bolgariji se nahaja v Bolgarija · Seznam zavarovanih območij v Bolgariji |
| Atanasovsko jezero           |       | 10,32 km2  | 1980        | Seznam zavarovanih območij v Bolgariji se nahaja v Bolgarija · Seznam zavarovanih območij v Bolgariji |
| Bajuvi Dupki–Džindžirica     |       | 28,73 km2  | 1934        | Seznam zavarovanih območij v Bolgariji se nahaja v Bolgarija · Seznam zavarovanih območij v Bolgariji |
| Rezervat Beglika             |       | 14,61 km2  | 1960        | Seznam zavarovanih območij v Bolgariji se nahaja v Bolgarija · Seznam zavarovanih območij v Bolgariji |
| Rezervat Beli Lom            |       | 7,75 km2   | 1980        | Seznam zavarovanih območij v Bolgariji se nahaja v Bolgarija · Seznam zavarovanih območij v Bolgariji |
| Bistriško Branište           |       | 10,61 km2  | 1934        | Seznam zavarovanih območij v Bolgariji se nahaja v Bolgarija · Seznam zavarovanih območij v Bolgariji |
| Rezervat Boatin              |       | 15,97 km2  | 1948        | Seznam zavarovanih območij v Bolgariji se nahaja v Bolgarija · Seznam zavarovanih območij v Bolgariji |
| Rezervat Bogdan              |       | 1,13 km2   | 1972        | Seznam zavarovanih območij v Bolgariji se nahaja v Bolgarija · Seznam zavarovanih območij v Bolgariji |
| Rezervat Bukaka              |       | 0,62 km2   | 1980        | Seznam zavarovanih območij v Bolgariji se nahaja v Bolgarija · Seznam zavarovanih območij v Bolgariji |
| Rezervat Bjala Krava         |       | 0,93 km2   | 1968        | Seznam zavarovanih območij v Bolgariji se nahaja v Bolgarija · Seznam zavarovanih območij v Bolgariji |
| Čerjenata stena              |       | 123,94 km2 |             | Seznam zavarovanih območij v Bolgariji se nahaja v Bolgarija · Seznam zavarovanih območij v Bolgariji |
| Čuprene                      |       | 123,94 km2 |             | Seznam zavarovanih območij v Bolgariji se nahaja v Bolgarija · Seznam zavarovanih območij v Bolgariji |
| Rezervat Centralna Rila      |       | 123,94 km2 | 1992        | Seznam zavarovanih območij v Bolgariji se nahaja v Bolgarija · Seznam zavarovanih območij v Bolgariji |
| Rezervat Dupkata             |       | 12,10 km2  | 1951        | Seznam zavarovanih območij v Bolgariji se nahaja v Bolgarija · Seznam zavarovanih območij v Bolgariji |
| Džendema                     |       | 42,2 km2   | 1953        | Seznam zavarovanih območij v Bolgariji se nahaja v Bolgarija · Seznam zavarovanih območij v Bolgariji |
| Rezervat Elenova Gora        |       | 0,53 km2   | 1961        | Seznam zavarovanih območij v Bolgariji se nahaja v Bolgarija · Seznam zavarovanih območij v Bolgariji |
| Rezervat Gornata Koria       |       | 1,61 km2   | 1968        | Seznam zavarovanih območij v Bolgariji se nahaja v Bolgarija · Seznam zavarovanih območij v Bolgariji |
| Rezervat Gorna Topčija       |       | 1,64 km2   | 1951        | Seznam zavarovanih območij v Bolgariji se nahaja v Bolgarija · Seznam zavarovanih območij v Bolgariji |
| Rezervat Ibar                |       | 22,48 km2  | 1985        | Seznam zavarovanih območij v Bolgariji se nahaja v Bolgarija · Seznam zavarovanih območij v Bolgariji |
| Biosferni rezervat Kamčija   |       | 8,50 km2   | 1951        | Seznam zavarovanih območij v Bolgariji se nahaja v Bolgarija · Seznam zavarovanih območij v Bolgariji |
| Rezervat Kamenštica          |       | 10,16 km2  | 1984        | Seznam zavarovanih območij v Bolgariji se nahaja v Bolgarija · Seznam zavarovanih območij v Bolgariji |
| Kaliakra                     |       | 7,13 km2   | 1941        | Seznam zavarovanih območij v Bolgariji se nahaja v Bolgarija · Seznam zavarovanih območij v Bolgariji |
| Rezervat Kazanite            |       | 1,61 km2   | 1983        | Seznam zavarovanih območij v Bolgariji se nahaja v Bolgarija · Seznam zavarovanih območij v Bolgariji |
| Rezervat Kozja Stena         |       | 9,04 km2   | 1987        | Seznam zavarovanih območij v Bolgariji se nahaja v Bolgarija · Seznam zavarovanih območij v Bolgariji |
| Rezervat Kongura             |       | 13,10 km2  | 1988        | Seznam zavarovanih območij v Bolgariji se nahaja v Bolgarija · Seznam zavarovanih območij v Bolgariji |
| Biosferni rezervat Mantarica |       | 10,68 km2  | 1968        | Seznam zavarovanih območij v Bolgariji se nahaja v Bolgarija · Seznam zavarovanih območij v Bolgariji |
| Rezervat Oreljak             |       | 7,58 km2   | 1985        | Seznam zavarovanih območij v Bolgariji se nahaja v Bolgarija · Seznam zavarovanih območij v Bolgariji |
| Rezervat Parangalica         |       | 15,09 km2  | 1933        | Seznam zavarovanih območij v Bolgariji se nahaja v Bolgarija · Seznam zavarovanih območij v Bolgariji |
| Rezervat Peešti Skali        |       | 14,65 km2  | 1979        | Seznam zavarovanih območij v Bolgariji se nahaja v Bolgarija · Seznam zavarovanih območij v Bolgariji |
| Zavarovano območje Poda      |       | 1,01 km2   | 1989        | Seznam zavarovanih območij v Bolgariji se nahaja v Bolgarija · Seznam zavarovanih območij v Bolgariji |
| Rezervat Ropotamo            |       | 10,00 km2  | 1940        | Seznam zavarovanih območij v Bolgariji se nahaja v Bolgarija · Seznam zavarovanih območij v Bolgariji |
| Rezervat Severen Džendem     |       | 16,10 km2  | 1983        | Seznam zavarovanih območij v Bolgariji se nahaja v Bolgarija · Seznam zavarovanih območij v Bolgariji |
| Rezervat Silkosija           |       | 3,89 km2   | 1931        | Seznam zavarovanih območij v Bolgariji se nahaja v Bolgarija · Seznam zavarovanih območij v Bolgariji |
| Rezervat Skakavica           |       | 0,70 km2   | 1968        | Seznam zavarovanih območij v Bolgariji se nahaja v Bolgarija · Seznam zavarovanih območij v Bolgariji |
| Rezervat Sokolna             |       | 12,50 km2  | 1979        | Seznam zavarovanih območij v Bolgariji se nahaja v Bolgarija · Seznam zavarovanih območij v Bolgariji |
| Naravni rezervat Srebrna     |       | 8,72 km2   | 1948        | Seznam zavarovanih območij v Bolgariji se nahaja v Bolgarija · Seznam zavarovanih območij v Bolgariji |
| Rezervat Sredoka             |       | 6,07 km2   | 1989        | Seznam zavarovanih območij v Bolgariji se nahaja v Bolgarija · Seznam zavarovanih območij v Bolgariji |
| Rezervat Stara Reka          |       | 19,74 km2  | 1981        | Seznam zavarovanih območij v Bolgariji se nahaja v Bolgarija · Seznam zavarovanih območij v Bolgariji |
| Rezervat Steneto             |       | 35,78 km2  | 1979        | Seznam zavarovanih območij v Bolgariji se nahaja v Bolgarija · Seznam zavarovanih območij v Bolgariji |
| Tisata                       |       | 5,74 km2   | 1949        | Seznam zavarovanih območij v Bolgariji se nahaja v Bolgarija · Seznam zavarovanih območij v Bolgariji |
| Rezervat Tisovica            |       | 7,49 km2   | 1990        | Seznam zavarovanih območij v Bolgariji se nahaja v Bolgarija · Seznam zavarovanih območij v Bolgariji |
| Torfeno Branište             |       | 7,85 km2   | 1935        | Seznam zavarovanih območij v Bolgariji se nahaja v Bolgarija · Seznam zavarovanih območij v Bolgariji |
| Rezervat Caričina            |       | 34,18 km2  | 1949        | Seznam zavarovanih območij v Bolgariji se nahaja v Bolgarija · Seznam zavarovanih območij v Bolgariji |
| Zavarovano območje Usungeren |       | 2,11 km2   | 2005        | Seznam zavarovanih območij v Bolgariji se nahaja v Bolgarija · Seznam zavarovanih območij v Bolgariji |
| Uzunbodžak                   |       | 25,29 km2  | 1956        | Seznam zavarovanih območij v Bolgariji se nahaja v Bolgarija · Seznam zavarovanih območij v Bolgariji |
| Rezervat Valči Dol           |       | 7,76 km2   | 1980        | Seznam zavarovanih območij v Bolgariji se nahaja v Bolgarija · Seznam zavarovanih območij v Bolgariji |
| Rezervat Vitanovo            |       | 11,12 km2  | 1981        | Seznam zavarovanih območij v Bolgariji se nahaja v Bolgarija · Seznam zavarovanih območij v Bolgariji |
| Rezervat Vračanski Kras      |       | 14,38 km2  | 1983        | Seznam zavarovanih območij v Bolgariji se nahaja v Bolgarija · Seznam zavarovanih območij v Bolgariji |
| Julen                        |       | 31,56 km2  | 1994        | Seznam zavarovanih območij v Bolgariji se nahaja v Bolgarija · Seznam zavarovanih območij v Bolgariji |